# David Edwards (giocatore di football americano)
David Edwards (Downers Grove, 20 marzo 1997) è un giocatore di football americano statunitense che milita nel ruolo di offensive guard per i Buffalo Bills della National Football League (NFL).

## Carriera

### Los Angeles Rams
Edwards fu scelto nel corso del quinto giro (169º assoluto) del Draft NFL 2019 dai Los Angeles Rams. Debuttò come professionista subentrando nella gara del primo turno contro i Carolina Panthers. A partire dalla settimana 7 contro gli Atlanta Falcons iniziò a partire stabilmente come titolare. La sua stagione da rookie si chiuse disputando tutte le 16 partite, di cui 10 come partente. Il 13 febbraio 2022 partì come titolare nel Super Bowl LVI vinto contro i Cincinnati Bengals per 23-20, conquistando il suo primo titolo.

### Buffalo Bills
Il 23 marzo 2023 Edwards firmò un contratto di un anno con i Buffalo Bills.

## Palmarès
- Super Bowl : 1

Los Angeles Rams: LVI
- National Football Conference Championship: 1

Los Angeles Rams: 2021